# Chiến tranh Eritrea–Ethiopia
Chiến tranh Eritrea–Ethiopia, còn được gọi là Chiến tranh Badme, là một cuộc xung đột vũ trang lớn giữa Ethiopia và Eritrea diễn ra từ tháng 5 năm 1998 đến tháng 6 năm 2000, với hiệp ước Hòa bình ký kết vào năm 2018, hai mươi năm sau cuộc đối đầu ban đầu. Eritrea và Ethiopia, hai trong số những quốc gia nghèo nhất thế giới, đã chi hàng trăm triệu đô la cho cuộc chiến và chịu hàng chục ngàn thương vong do hậu quả trực tiếp của cuộc xung đột. Chỉ có thay đổi nhỏ về biên giới.
Theo phán quyết của một ủy ban quốc tế ở The Hague, Eritrea đã phá vỡ luật pháp quốc tế và gây ra cuộc chiến bằng cách xâm chiếm Ethiopia. Vào cuối cuộc chiến, Ethiopia nắm giữ toàn bộ lãnh thổ đang tranh chấp và tiến vào Eritrea. Sau khi chiến tranh kết thúc, Ủy ban Ranh giới Eritrea, một cơ quan do Liên Hợp Quốc thành lập, đã xác định rằng Badme, lãnh thổ tranh chấp ở trung tâm của cuộc xung đột, thuộc về Eritrea. Đến thời điểm năm 2019, Ethiopia vẫn chiếm lãnh thổ gần Badme, bao gồm thị trấn Badme. Vào ngày 5 tháng 6 năm 2018, liên minh cầm quyền của Ethiopia (Mặt trận dân chủ cách mạng nhân dân), đứng đầu là Thủ tướng Abiy Ahmed, đã đồng ý thực hiện đầy đủ hiệp ước hòa bình đã ký với Eritrea năm 2000, với hòa bình cả hai bên tuyên bố vào tháng 7 năm 2018.

## Bối cảnh
Từ năm 1961 đến năm 1991, Eritrea đã chiến đấu  chiến tranh giành độc lập lâu dài chống lại Ethiopia. Nội chiến bắt đầu vào ngày 12 tháng 9 năm 1974 khi Marxist Derg dàn dựng đảo chính chống lại Hoàng đế Haile Selassie.  Nó tồn tại cho đến năm 1991 khi Mặt trận dân chủ cách mạng dân tộc nhân dân (EPRDF) liên minh của các nhóm phiến quân do Mặt trận giải phóng nhân dân Tigrayan (TPLF) lật đổ chính phủ Derg và thành lập chính phủ chuyển tiếp trong chính phủ. Thủ đô của Ethiopia Addis Ababa. Chính phủ Derg đã bị suy yếu do mất hỗ trợ do sự sụp đổ của chủ nghĩa cộng sản ở Đông Âu.
Trong cuộc nội chiến, các nhóm chiến đấu với chính phủ Derg có một kẻ thù chung, vì vậy TPLF đã liên minh với Mặt trận giải phóng nhân dân Eritrea (EPLF). Năm 1991 như một phần của quá trình chuyển giao quyền lực của Liên Hợp Quốc sang chính phủ chuyển tiếp, đã đồng ý rằng EPLF nên thành lập một chính phủ chuyển tiếp tự trị ở Eritrea và một cuộc trưng cầu dân ý sẽ được tổ chức ở Eritrea để tìm hiểu xem Eritrea có muốn ly khai không từ Etiopia. Cuộc trưng cầu dân ý đã được tổ chức và cuộc bỏ phiếu áp đảo ủng hộ độc lập. Vào tháng 4 năm 1993, độc lập đã đạt được và nhà nước mới gia nhập Liên Hợp Quốc.
Năm 1991, chính phủ chuyển tiếp được hỗ trợ bởi EPLF của Eritrea và chính phủ chuyển tiếp do TPLF hậu thuẫn đã đồng ý thành lập một ủy ban để xem xét bất kỳ vấn đề nào nảy sinh giữa hai đồng minh thời chiến trước đây về sự độc lập của Eritrea. Ủy ban này đã không thành công, và trong những năm sau đó, mối quan hệ giữa chính phủ của hai quốc gia có chủ quyền xấu đi.
Xác định biên giới giữa hai quốc gia đã trở thành một cuộc xung đột lớn, vào tháng 11 năm 1997, một ủy ban biên giới đã được thành lập để cố gắng giải quyết tranh chấp cụ thể đó. Sau khi liên bang và trước khi giành độc lập, đường biên giới chỉ có tầm quan trọng nhỏ vì đây chỉ là ranh giới giữa các tỉnh liên bang, và ban đầu hai chính phủ đã đồng ý rằng biên giới nên duy trì như trước khi giành độc lập. Tuy nhiên, khi giành độc lập, biên giới trở thành biên giới quốc tế và hai chính phủ không thể đồng ý về đường lối mà biên giới phải đi dọc theo toàn bộ chiều dài của nó, và họ đã nhìn lại các hiệp ước thời kỳ thuộc địa giữa Ý và Ethiopia để có cơ sở trong luật pháp quốc tế về đường lối chính xác của biên giới giữa các quốc gia. Các vấn đề sau đó nảy sinh vì họ không thể đồng ý về việc giải thích các thỏa thuận và hiệp ước đó, và không rõ ràng theo luật pháp quốc tế về việc các hiệp ước thuộc địa ràng buộc ở hai quốc gia như thế nào.
Viết sau khi chiến tranh kết thúc, Jon Abbink đã tuyên bố rằng Tổng thống Isaias Afewerki của Eritrea, nhận ra rằng ảnh hưởng của ông đối với chính phủ ở Ethiopia đã tuột dốc và cho rằng "sự thật trên mặt đất, khi không có biên giới cụ thể đánh dấu việc mà dù sao đi nữa, nó đã mất đi phần lớn sự liên quan của nó sau năm 1962 khi Eritrea bị hấp thụ bởi Ethiopia. Có liên quan rõ ràng đến bất kỳ quyết định biên giới nào ngày nay "tính toán rằng Eritrea có thể thôn tính Badme. Nếu thành công, việc mua lại này có thể đã được sử dụng để nâng cao danh tiếng của anh ấy và giúp duy trì mối quan hệ kinh tế đặc quyền của Eritrea với Ethiopia. Tuy nhiên, vì Badme ở tỉnh Tigray, khu vực mà nhiều thành viên của chính phủ Ethiopia có nguồn gốc (bao gồm cả Meles Zenawi, cựu thủ tướng của Ethiopia), chính phủ Ethiopia đã chịu áp lực chính trị từ bên trong EPRDF cũng như từ cộng đồng người Ethiopia rộng lớn hơn để đáp ứng lực lượng.